# ココ・シャネル (2008年の映画)
『ココ・シャネル』（原題: Coco Chanel）は、2008年のアメリカ・フランス・イタリア合作のテレビ映画。監督はクリスチャン・デュゲイ、出演はシャーリー・マクレーンとバルボラ・ボブローヴァなど。ココ・シャネルの伝記映画である。日本では2009年8月8日に劇場公開された。

## キャスト
- ココ・シャネル: シャーリー・マクレーン
- 若き日のココ・シャネル: バルボラ・ボブローヴァ
- マルク・ボウシエ: マルコム・マクダウェル
- エチエンヌ・バルサン（フランス語版）: サガモア・ステヴナン
- ボーイ・カペル: オリヴィエ・シトリュク（フランス語版）

## 受賞・ノミネート
第66回ゴールデングローブ賞
ノミネート：主演女優賞（ミニシリーズ/テレビ映画）
全米映画俳優組合賞
ノミネート：主演女優賞（テレビ映画部門）
第61回プライムタイム・エミー賞
ノミネート：作品賞(テレビ映画部門)、主演女優賞